# 3177 Чіллікоте
3177 Чіллікоте (3177 Chillicothe) — астероїд головного поясу, відкритий 8 січня 1934 року.
Тіссеранів параметр щодо Юпітера — 3,329.